# Olympische Sommerspiele 1980/Teilnehmer (Indien)
| Gelbes Symbol für Goldmedaillen mit stilisierten Olympischen Ringen | Graues Symbol für Silbermedaillen mit stilisierten Olympischen Ringen | Braundes Symbol für Bronzemedaillen mit stilisierten Olympischen Ringen |
| ------------------------------------------------------------------- | --------------------------------------------------------------------- | ----------------------------------------------------------------------- |
| 1                                                                   | —                                                                     | —                                                                       |

Indien nahm an den Olympischen Sommerspielen 1980 in Moskau mit einer Delegation von 72 Athleten (56 Männer und 16 Frauen) an 30 Wettkämpfen in acht Sportarten teil. Der einzige Medaillenerfolg gelang der Hockeymannschaft, welche das Turnier als Sieger für sich entscheiden konnte.

## Teilnehmer nach Sportarten

### Basketball
Männer
- 12. Platz
- Parvez Diniar
- Dilip Gurumurthy
- Amarnath Nagarajan
- Radhey Shyam
- Tarlok Singh Sandhu
- Ajmer Singh
- Baldev Singh
- Hanuman Singh
- Harbhajan Singh
- Jorawar Singh
- Paramjit Singh
- Pramdiph Singh

### Boxen
Männer
- Amala Dass
- Ganapathy Manoharan
- Birender Singh Thapa

### Gewichtheben
Männer
- Karunagaran Ekambaram
- Tamil Selwan Muniswamy

### Hockey
| Männer - Gold - Vasudevan Bhaskaran - Bir Bahadur Chettri - Merwyn Fernandis - Zafar Iqbal - Maharaj Krishan Kaushik - Charanjit Kumar - Somaya Muttana Maneypandey - Amarjit Rana - Allan Schofield - Muhammad Shahid - Surinder Singh Sodhi - Devinder Singh - Gurmail Singh - Rajinder Singh - Ravinder Pal Singh - Dung Dung Sylvanus | Frauen - 4. Platz - Gangotri Bhandari - Balwinder Kaur Bhatia - Sudha Chaudhry - Selma d'Silva - Lorraine Fernandes - Harpreet Gill - Nazleen Madraswalla - Rekha Mundphan - Eliza Nelson - Rupa Kumari Saini - Nisha Sharma - Varsha Soni - Prema Maya Sonir - Margaret Toscano |

### Leichtathletik
| Männer - Hari Chand - Sant Kumar - Gopal Saini - Bahadur Singh Chouhan - Ranjit Singh - Shivnath Singh - Sriram Singh - Subramanian Perumal - Adille Sumariwalla | Frauen - P. T. Usha - Geeta Zutshi |

### Reiten
- Jitendarjit Singh Ahluwalia
- Hussain Khan
- Muhammad Khan
- Darya Singh

### Ringen
Männer
- Ashok Kumar
- Kartar Dhillon Singh
- Jagmander Singh
- Mahabir Singh
- Rajinder Singh
- Satpal Singh

### Schießen
- Gian Chand
- Roy Choudhury
- Karni Singh
- Randhir Singh